# Eva Felicia Martínez Sánchez
Eva Felicia Martínez Sánchez (Torrelavega, Cantabria, 9 de abril de 1965) es una diplomática española. Embajadora de España en Costa Rica (desde 2022).

## Carrera diplomática
Tras licenciarse en Filología Inglesa en la Universidad Complutense de Madrid, ingresó en la carrera diplomática (1991).
Ha estado destinada en el Consulado General de España en Caracas como cónsul, y consejera en El Cairo, Ciudad de México y Bruselas, en la representación española ante la Unión Europea, donde representó a España en el grupo de trabajo para temas africanos COAFR, que presidió durante la presidencia española de la Unión Europea en 2010.
En el Ministerio de Asuntos Exteriores fue vocal asesora en la Secretaría de Estado de la Unión Europea; directora general para el Magreb, Oriente Próximo y Mediterráneo; y jefa de Área de la Oficina de Información Diplomática (Departamento de Comunicación del Ministerio de AA.EE.).
El 24 de agosto de 2022 fue nombrada embajadora de España en la Costa Rica, presentando sus cartas credenciales el 14 de septiembre de 2022 ante el ministro costarricense de Asuntos Exteriores.